# デビフペット
デビフペットは、新潟県新潟市西区に本社を置くペットフード製造メーカー。

## 概要
魚沼市にあるヒト向けの介護食などを手掛ける食品製造のホリカフーズの子会社として1981年（昭和56年）に設立された。設立当初の会社名は「エブリスペットフード株式会社」。肉などの原材料は親会社と共通で、人間と同じ安全基準の素材、表示を採用した。設立当初は5種類の缶詰からスタートしたが、消費者のニーズを受けて、アレルギーやダイエットに対応したものなど、機能性を持たせた商品を開発してきている。1995年（平成7年）4月にブランド名「dbf」を取り入れた現社名に変更した。主力はドッグフード。2006年（平成18年）時点で扱っているドッグフードは約150種類で、離乳食から流動食まで多種多様な商品を製造・販売している。高品質で付加価値のある商品で、他社製品との差別化を図っている。
2017年（平成29年）には、厚生労働省の「ユースエール認定企業」に認定されており、新潟市内からは初めてのユースエール認定企業の認定となった。
100g未満の犬用缶詰の国内シェアは8割を超える。